# گاه‌شماری کره‌ای
تقویم کره‌ای تقویمی قمری-خورشیدی است که از تقویم چینی اقتباس شده‌است  و در کشور کره استفاده می‌شود. این تقویم امروزه در کره به «تقویم قمری» معروف است. شمارش سال‌های این تقویم از ۲۳۳۳ قبل از میلاد شروع می‌شود که تاریخ تأسیس کره توسط دانگون است.
در این تقویم، مانند تقویم مغولی هرسال به نام یکی از حیوانات دوازده‌گانه نامگذاری می‌شود.
گاهشماری گرگوری در کره از سال ۱۸۹۶ به بعد، جایگزین این تقویم شد. اما گاهشماری قمری در شرایطی مانند تاریخ تولد و فوت و مراسم باستانی و محلی استفاده می‌شود  . اغلب در کره مناسبات مربوط به هر دو تقویم جشن گرفته می‌شوند. مانند یکم ژانویه (اولین روز از سال نو میلادی) و ۲۵ دسامبر (روز کریسمس) به عنوان جشن‌های تقویم میلادی و اول ماه یکم (روز سئولال - جشن سال نو) و روز ۱۵ از ماه هشتم (روز چوسِئوک - سپاسگزاری از طبیعت) در تقویم قمری.

## جشن‌های مرسوم
بر اساس تقویم قمری، جشن‌های سولال (سال نو قمری)، چوسوک (شکرگذاری از طبیعت) و روز تولد بودا از بزرگترین جشن‌های مردم کره به‌شمار می‌روند.
| جشن            | مناسبت                               | تاریخ                                |
| -------------- | ------------------------------------ | ------------------------------------ |
| سولال          | اولین روز سال نو قمری                | روز یکم از اولین ماه                 |
| ته‌بُروم         | اولین کامل شدن ماه                   | روز پانزدهم از اولین ماه             |
| موسومنال       | جشن پیشخدمت‌ها                        | روز اول از دومین ماه                 |
| سامجین‌نال      | بازگشت پرستوهای مهاجر                | روز سوم از سومین ماه                 |
| هانشیک         | شروع فصل زراعت                       | صدو پنجمین روز بعد از انقلاب زمستانی |
| چوپایل         | تولد بودا                            | روز هشتم از چهارمین ماه              |
| دانو           | جشن بهاره                            | روز پنجم از ماه پنجم                 |
| یودو           | احترام به آب                         | روز پانزدهم از ماه ششم               |
| چیلسوک         | روز دیدار دو شخصیت در داستان‌های محلی | روز هفتم از ماه هفتم                 |
| بائِکجونگ       | پرستش بودا                           | روز پانزدهم از ماه هفتم              |
| چوسوک          | جشن برداشت محصول                     | روز پانزدهم از ماه هشتم              |
| جانگ یانگ جئول | رهسپاری گنجشک‌های مهاجر               | روز نهم از ماه نهم                   |
| دونگ جی        | انقلاب زمستانی                       | تقریباً برابر با اول دی ماه           |
| سوتدال گوموم   | آستانهٔ سال نو                        | آخرین روز از ماه دوازدهم             |